# Rugby 7 en los Juegos Asiáticos 1998
El Rugby 7 en los Juegos Asiáticos de 1998 se jugó entre el 7 y 8 de diciembre de 1998 en el Estadio del Real Ejército Tailandés en Bangkok, participaron 7 selecciones de Asia.
Corea del Sur venció en la final a Japón para ganar la medalla de oro.

## Resultados

### Grupo A
| Pos | Países        | Partidos | Partidos | Partidos | Partidos | Tantos | Tantos | Tantos | Pts |
| Pos | Países        | J        | G        | E        | P        | PF     | PC     | DP     | Pts |
| --- | ------------- | -------- | -------- | -------- | -------- | ------ | ------ | ------ | --- |
| 1   | Corea del Sur | 3        | 3        | 0        | 0        | 113    | 12     | +101   | 6   |
| 2   | China Taipéi  | 3        | 2        | 0        | 1        | 78     | 54     | +24    | 4   |
| 3   | Kazajistán    | 3        | 1        | 0        | 2        | 31     | 108    | -77    | 2   |
| 4   | Sri Lanka     | 3        | 0        | 0        | 3        | 26     | 74     | -48    | 0   |

### Grupo B
| Pos | Países    | Partidos | Partidos | Partidos | Partidos | Tantos | Tantos | Tantos | Pts |
| Pos | Países    | J        | G        | E        | P        | PF     | PC     | DP     | Pts |
| --- | --------- | -------- | -------- | -------- | -------- | ------ | ------ | ------ | --- |
| 1   | Japón     | 2        | 2        | 0        | 0        | 73     | 5      | +68    | 4   |
| 2   | Tailandia | 2        | 1        | 0        | 1        | 33     | 45     | -12    | 2   |
| 3   | Hong Kong | 2        | 0        | 0        | 2        | 12     | 68     | -56    | 0   |

#### Quinto puesto
|  | Quinto puesto |            |    |  |
|  |               |            |    |  |
|  | Hong Kong     | Hong Kong  | 14 |  |
|  | Hong Kong     | Hong Kong  | 14 |  |
|  | Kazajistán    | Kazajistán | 12 |  |
|  | Kazajistán    | Kazajistán | 12 |  |

#### Fase final
|  | Semifinales   | Semifinales   | Semifinales |       |               | Oro           | Oro          | Oro    |  |
|  |               |               |             |       |               |               |              |        |  |
|  |               |               |             |       |               |               |              |        |  |
|  | Corea del Sur | Corea del Sur | 28          |       |               |               |              |        |  |
|  | Corea del Sur | Corea del Sur | 28          |       |               |               |              |        |  |
|  | Tailandia     | Tailandia     | 10          |       |               |               |              |        |  |
|  | Tailandia     | Tailandia     | 10          |       | Corea del Sur | Corea del Sur | 29           |        |  |
|  |               |               |             |       | Corea del Sur | Corea del Sur | 29           |        |  |
|  |               |               | Japón       | Japón | 14            |               |              |        |  |
|  | Japón         | Japón         | Japón       | Japón | 14            | 14            |              |        |  |
|  | Japón         | Japón         |             |       |               | 14            |              |        |  |
|  | China Taipéi  | China Taipéi  | 0           |       |               | Bronce        | Bronce       | Bronce |  |
|  | China Taipéi  | China Taipéi  | 0           |       |               | Bronce        | Bronce       | Bronce |  |
|  |               |               |             |       |               |               |              |        |  |
|  |               |               |             |       |               | Tailandia     | Tailandia    | 19     |  |
|  |               |               |             |       |               | Tailandia     | Tailandia    | 19     |  |
|  |               |               |             |       |               | China Taipéi  | China Taipéi | 5      |  |
|  |               |               |             |       |               | China Taipéi  | China Taipéi | 5      |  |
|  |               |               |             |       |               |               |              |        |  |